# Houville-la-Branche
 Houville-la-Branche  es una población y comuna francesa, en la región de  Centro, departamento de Eure y Loir, en el distrito de Chartres y cantón de Auneau.

## Demografía
| 331 | 307 | 316 | 332 | 332 | 450 |
| Para los censos de 1962 a 1999 la población legal corresponde a la población sin duplicidades (Fuente: INSEE [Consultar]) |     |     |     |     |     |